# 리비아 브리토
리비아 브리토(Livia Brito, 1986년 7월 21일 ~ )는 쿠바, 멕시코의 배우, 모델이다.